# 原幸子
原 幸子（はら さちこ、1970年12月13日 - ）は、日本棋院東京本院に所属する囲碁の棋士。東京都出身。四段。NHK杯などの囲碁番組で司会・定期出演していた。夫は依田紀基。
依田九段が主宰する『依田塾』（現：日本棋院こども囲碁サロン支部）の塾長代行を務めている。また、千代田区立九段小学校、千代田区立九段中等教育学校、東京工業大学で囲碁の授業を担当していた。

## 略歴
- 1988年：入段
- 1991年：二段
- 1992年：三段
- 1999年：四段
- 2008年：200勝達成
- 2016年6月から2019年6月まで日本棋院常務理事[2]